# Bahnstrecke Komárno–Kolárovo
| Kursbuchstrecke (ZSSK): | 136                                      |                                    |                                    |
| Streckenlänge: | 25,811 km                                |                                    |                                    |
| Spurweite: | 1435 mm (Normalspur)                     |                                    |                                    |
| Streckenklasse: | Komárno–Hadovce: C4 Hadovce–Kolárovo: C2 |                                    |                                    |
| Maximale Neigung: | 4 ‰                                      |                                    |                                    |
| Streckengeschwindigkeit: | 40 km/h                                  |                                    |                                    |
| |                                          |                                    |                                    |
| \| \| \| von Nové Zámky \| \| \| \| 0,000 \| Komárno Komárom-Északi \| Komárno Komárom-Északi \| \| \| \| nach Komárom \| \| \| \| 2,917 \| Komárno škola Mezőgazdasági iskola \| Komárno škola Mezőgazdasági iskola \| \| \| 4,388 \| Hadovce Gadóc \| Hadovce Gadóc \| \| \| 9,503 \| Kameničná Keszegfalva \| Kameničná Keszegfalva \| \| \| 11,493 \| Balvany Bálványszakállas \| Balvany Bálványszakállas \| \| \| 13,785 \| Čalovec Megyercs \| Čalovec Megyercs \| \| \| 15,922 \| Violín Hegedűspuszta \| Violín Hegedűspuszta \| \| \| 20,415 \| Kráľka Királynérétpuszta \| Kráľka Királynérétpuszta \| \| \| 25,811 \| Kolárovo Gúta \| Kolárovo Gúta \| \| \| \| \| \| \| Quellen: [1][2] \| \| \| \| |                                          |                                    |                                    |
| Strecke |                                          | von Nové Zámky                     | von Nové Zámky                     |
| Bahnhof | 0,000                                    | Komárno Komárom-Északi             | Komárno Komárom-Északi             |
| Abzweig geradeaus und nach links |                                          | nach Komárom                       | nach Komárom                       |
| Haltepunkt / Haltestelle | 2,917                                    | Komárno škola Mezőgazdasági iskola | Komárno škola Mezőgazdasági iskola |
| Haltepunkt / Haltestelle | 4,388                                    | Hadovce Gadóc                      | Hadovce Gadóc                      |
| Haltepunkt / Haltestelle | 9,503                                    | Kameničná Keszegfalva              | Kameničná Keszegfalva              |
| Haltepunkt / Haltestelle | 11,493                                   | Balvany Bálványszakállas           | Balvany Bálványszakállas           |
| Bahnhof | 13,785                                   | Čalovec Megyercs                   | Čalovec Megyercs                   |
| Haltepunkt / Haltestelle | 15,922                                   | Violín Hegedűspuszta               | Violín Hegedűspuszta               |
| Haltepunkt / Haltestelle | 20,415                                   | Kráľka Királynérétpuszta           | Kráľka Királynérétpuszta           |
| Kopfbahnhof Streckenende | 25,811                                   | Kolárovo Gúta                      | Kolárovo Gúta                      |
| |                                          |                                    |                                    |
| Quellen: |                                          |                                    |                                    |

Die Bahnstrecke Komárno–Kolárovo ist eine normalspurige regionale Eisenbahnverbindung in der Slowakei. Sie zweigt in Komárno von der Bahnstrecke Komárom–Nové Zámky ab und führt auf der Großen Schüttinsel parallel zum Fluss Waag nach Kolárovo.

## Geschichte

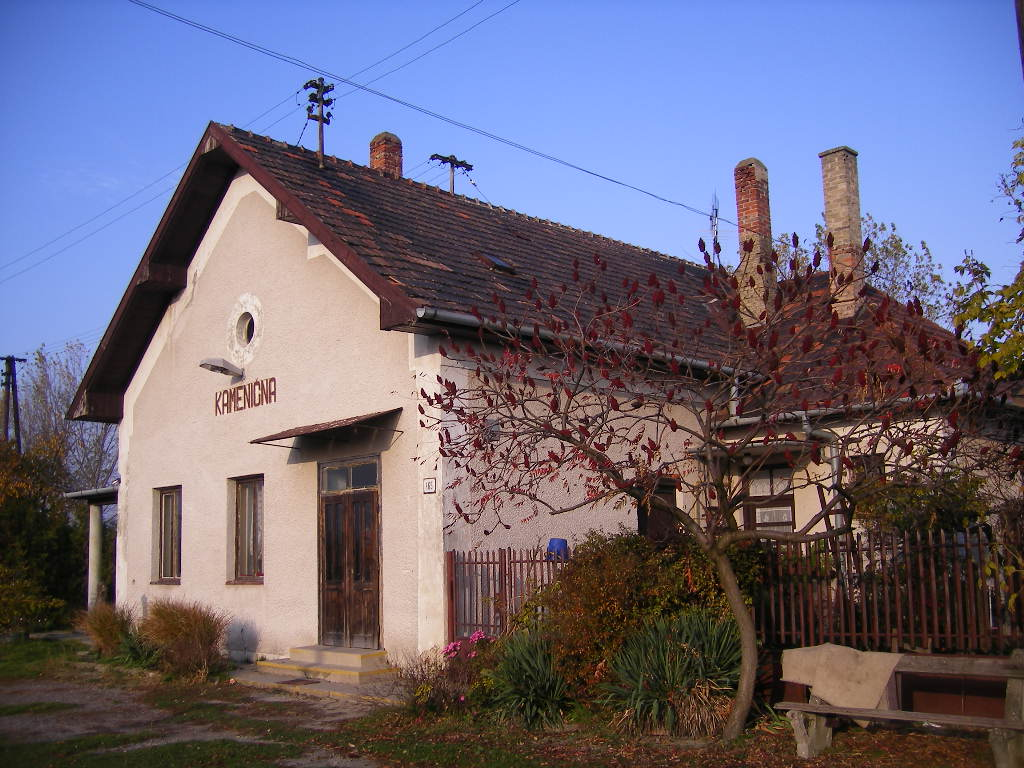
Haltestelle Kameničná (2011)

Die Konzession für die Lokalbahn von Komárom-Északi nach Gúta erhielt die Budapester Firma G. Gregersen & Söhne durch das ungarische Kriegsministerium. Der Bau der unschwierig trassierten Strecke kostete 2.826.000 Kronen.
Am 9. November 1914 wurde die Strecke als private Lokalbahn eröffnet. Die Betriebsführung übernahmen die Königlich Ungarischen Staatsbahnen (MÁV) für Rechnung der Eigentümer. 
Nach dem Zerfall Österreich-Ungarns im Oktober 1918 und der Gründung des neuen Staates Tschechoslowakei ging die Betriebsführung an die neu gegründeten Tschechoslowakischen Staatsbahnen (ČSD) über. Die ungarischen Betriebsstellennamen wurden in der Folge durch slowakische ersetzt.  

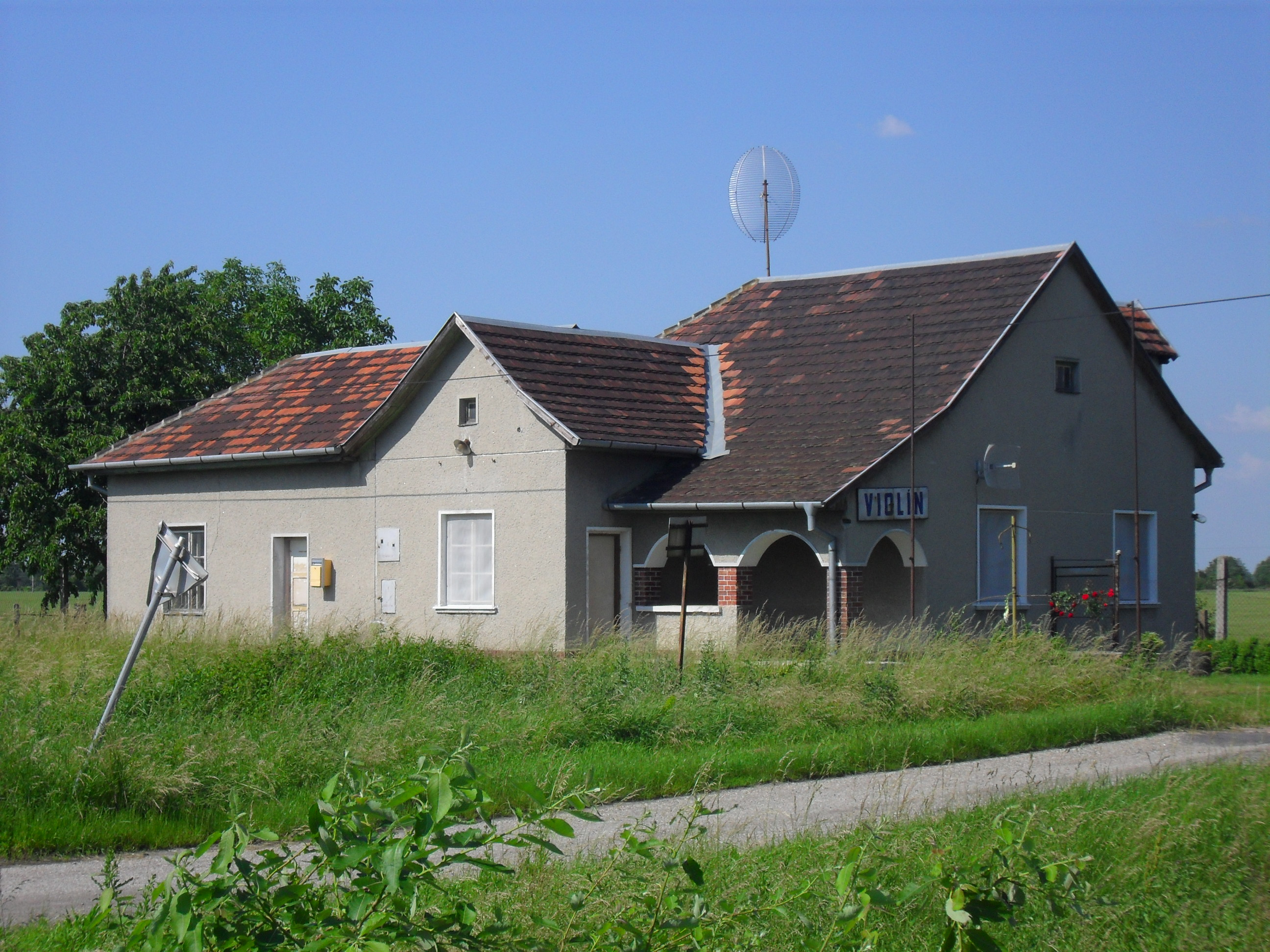
Bahnhof Čalovec (2011)

Ab den 1930er Jahren setzten die ČSD im Reiseverkehr moderne Motorzüge ein, die sowohl eine Verdichtung des Fahrplanes, als auch eine deutliche Fahrzeitverkürzung ermöglichten. Der Sommerfahrplan 1938 verzeichnete werktäglich sechs und sonntags fünf Zugpaare, die sämtlich als Motorzug geführt waren.
Nach dem Ersten Wiener Schiedsspruch kamen die mehrheitlich ungarisch besiedelten Gebiete der Tschechoslowakei und damit auch die Strecke im November 1938 wieder zu Ungarn. Betreiber waren nun wieder die Ungarischen Staatsbahnen (MÁV). Nach dem Zweiten Weltkrieg kam die Strecke 1945 wieder vollständig zu den ČSD.
Ab den 1950er Jahren verkehrten werktäglich acht Personenzugpaare, sonntags sieben. Diese Fahrplanstruktur blieb bis in die 1990er Jahre konstant.
Am 1. Januar 1993 ging die Strecke in Folge der Dismembration der Tschechoslowakei an die neu gegründeten Železnice Slovenskej republiky (ŽSR) über. Am 2. Februar 2003 wurde der Personenverkehr eingestellt, der zuletzt mit sechs werktäglichen Zugpaaren abgewickelt wurde. Seit dem 22. Dezember 2006 ist die Strecke wegen Oberbauschäden gesperrt.